# Delphinium arcuatum
Delphinium arcuatum är en ranunkelväxtart som beskrevs av Nikolaj Adolfovitj Busj. Delphinium arcuatum ingår i släktet storriddarsporrar, och familjen ranunkelväxter. Inga underarter finns listade i Catalogue of Life.